# Worms (Computerspielreihe)
Worms (englisch worms [wɜ:mz], dt. Würmer) ist eine Serie von taktischen rundenbasierten Multiplayer-Artillery-Spielen. Spiele der Serie wurden auf zahlreiche Plattformen portiert. Die Serie erwies sich als erfolgreich und langlebig.

## Spielprinzip

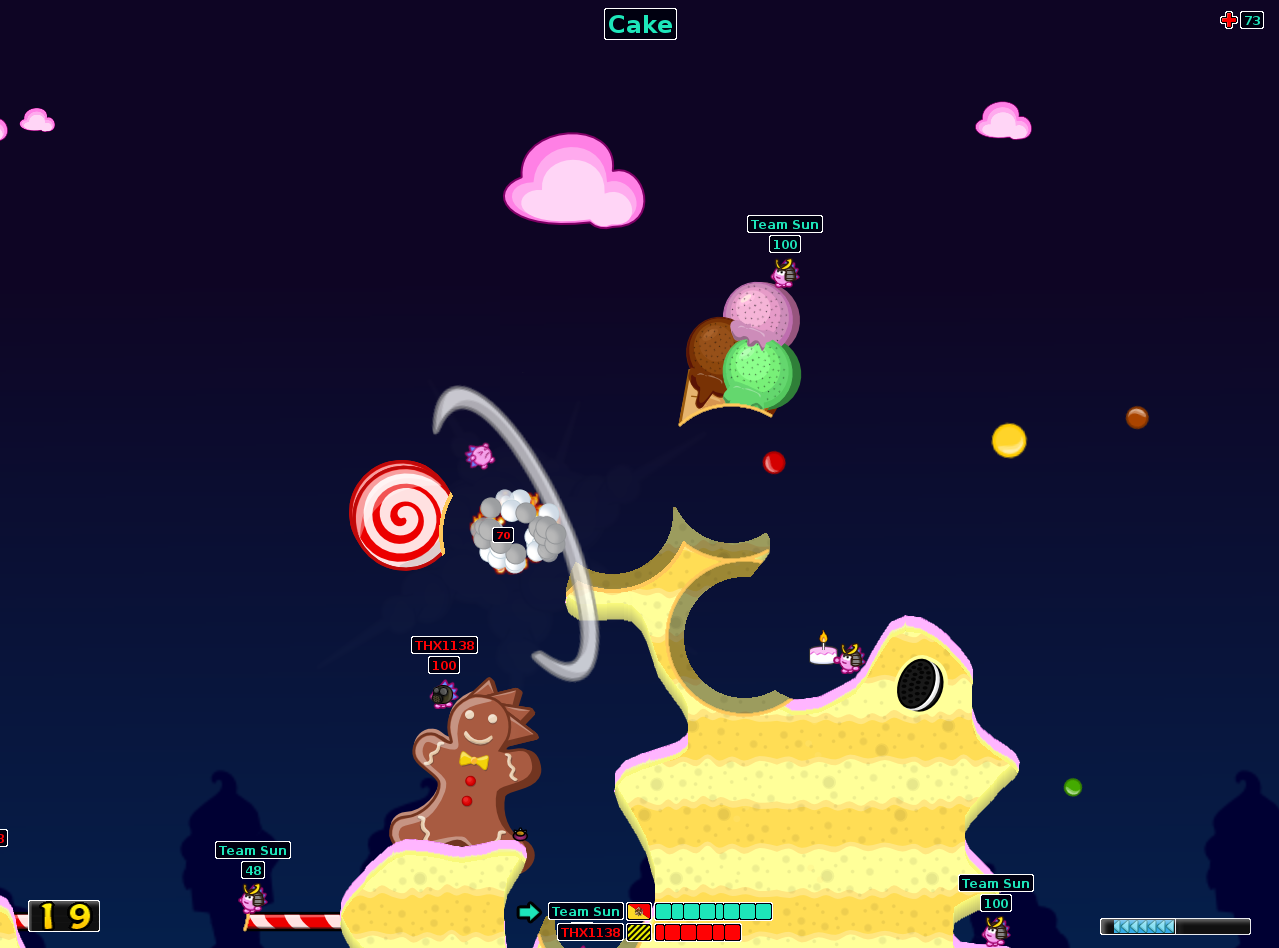
Hedgewars ein repräsentativer Worms-Klon: mittig das Spielfeld in genretypischer Seitenansicht, die Protagonisten (hier keine Würmer) gehören zwei Teams an, unten links ist die Anzeige mit verbleibender Zeit in Sekunden für diese Runde. Über den Spielfiguren ist die verbliebenen Lebensenergie zu sehen, unten mittig die summierte Anzeige für jedes Team. Rechts unten ist die Windrichtung eingezeichnet.

In den „klassischen Spielen“, die sich an Worms orientieren, führt jeder Spieler ein Team von bis zu acht schwer bewaffneten Würmern. Ziel des Spiels ist es, sämtliche Würmer aller gegnerischen Teams auszuschalten. Man kann gegen den Computer, via Netzwerk oder vor einem Computer zusammen spielen. Letzteres ist aufgrund des sozialen Faktors sehr beliebt. Spielfiguren und Landschaften sind im Stile eines Comics gestaltet und erinnern an das Spiel Lemmings, von dem drei Titel beim selben Hersteller erschienen.
Jeder Spieler darf pro Runde mit einem Wurm agieren. Während dieser Runde darf er sich bewegen und eine Waffe einsetzen oder Sonderaktionen ausführen (z. B. graben, ein Ninja-Seil oder den Teleporter benutzen). Neben „normalen“ Waffen wie Schrotflinte, Bazooka oder Maschinengewehr gibt es etwas exotischere Waffen wie Schaf, Heilige Granate, Maulwurf- oder Bananenbombe. Alle haben taktische Vor- und Nachteile, die insbesondere aus (Un-)Kontrollierbarkeit, Selbstgefährdung, Reichweite bzw. Bewegungsformen, Schadenshöhe und dem Radius der Schadenswirkung entstehen.
Die stärkeren Waffen und Aktionen (wie Armageddon oder doppelter Schaden) sind zahlenmäßig und zeitlich begrenzt, d. h. die besagte Waffe kann nicht beliebig oft und erst nach einer bestimmten Rundenzahl verwendet werden. Die Besitzanzahl einer bestimmten Waffe kann durch das Einsammeln von Kisten erhöht werden.
Da jede Spiellandschaft in Worms am unteren Bildschirmende durch Wasser begrenzt wird und Würmer nicht schwimmen können, ergeben sich entsprechende taktische Optionen. Ansonsten wird die Bewegungsfreiheit der Würmer meistens durch unwegsames Gelände und Minen eingeschränkt. Elementar für viele Spiele der Serie ist, dass die Landschaft durch die herbeigeführten Explosionen ständig „erodiert“ wird.
Die Würmer können auf zwei verschiedene Arten sterben: entweder durch Verlust ihrer Lebensenergie, z. B. durch Beschuss, tiefe Stürze oder aber durch Bewegung seitlich aus der Karte heraus oder nach unten ins Wasser. Sind nach Ablauf der Spielzeit noch Würmer am Leben, beginnt der „Sudden-Death“-Modus. Dabei fällt die Lebensenergie auf ihr Minimum oder sinkt pro Spielzug, und das Wasser steigt in jeder Spielrunde, wobei zu tief stehende Würmer ertrinken.

### Mehrspieler-Spielmodi
In der wachsenden Online-Fan-Gemeinde von Worms Armageddon (bzw. z. T. auch von Worms World Party) sind über die Jahre mehr oder weniger zufällig Spieltypen erfunden worden, die ursprünglich nicht von Team17 eingeplant und programmiert wurden. Das setzte voraus, dass sich die Spieler an gewisse Spielregeln hielten. Hier ein paar Beispiele:
- Shopper: Durch drei Regeln dominiertes Spiel. CBA (Crates Before Attack = Kiste vor dem Angriff), AFR (Attack From Rope = Erlaubter Angriff nur vom Seil aus) und KTL / ATL (Kill / Attack The Leader = Angriff des führenden Teams)
- Bombsurf: Ergibt sich auf Basis einer Shopper-Map und dem Shopper-Modus. Bei den Waffenkisten eingestellter Götter- und 10-Sekunden-Modus komplettieren den Modus. Ziel ist es, das gegnerische Team ins Wasser zu befördern.
- Rope and Crates: (deutsch: Seil und Kisten) Man startet mit dem Seil als Anfangswaffe und muss sich Waffen durch eingesammelte Kisten erarbeiten, um angreifen zu können.

Der wohl bekannteste Spieltyp von allen ist vermutlich das Rope Race (Seilrennen). In von Spielern in Programmen wie Paint gezeichneten, speziell fürs Rope Race geschaffenen Landschaften müssen die Spieler mit zumeist nichts anderem als dem Ninja-Seil von dem markierten Startpunkt bis zum Ziel schwingen. Von diesem Spieltyp gibt es die meisten Variationen, aber meistens sind die Regeln ganz einfach:
- Am Anfang des Spiels müssen sich alle Spieler mittels Teleporter zum Start begeben.
- Danach steht es einem frei, wie man sich durch den Level begibt. Mitunter wird die Bewegungsfreiheit allerdings implizit eingeschränkt, indem unerlaubte Abkürzungen grafisch hervorgehoben werden.
- Es ist nicht erlaubt, andere Spieler durch das sogenannte knocken (Schubsen: einen anderen Spieler durch einen gekonnten Seilschwung wegstoßen, ein ohne Fallschirm durchaus gefährliches Manöver, da man schnell mit in den Abgrund gerissen werden kann) auszuschalten, doch auch hierbei gibt es Variationen. So sind zum Beispiel sogar Rope Races mit Waffeneinsatz möglich.

Das Spielprinzip mit dem Werkzeug, für das man vermutlich das meiste Geschick und Training im Spiel benötigt, hat sich als so populär erwiesen, dass es im Worms Armageddon Online-Forum einen eigenen Server namens Ropersheaven bekam. Zudem hat Team17 das Spielprinzip in dem 2007 erschienenen Worms Open Warfare 2 erstmals gewollt einprogrammiert und auch noch verfeinert. So gewinnt hier nicht der, der als erstes das Ziel erreicht, sondern der, der es in der kürzesten Zeit erreicht. In Worms 2: Armageddon ist dieses Schema ebenfalls enthalten.

### Abwandlungen
Es gibt weiterhin ein Pinball- und das Arcade-artige Spiel Worms Blast.
Eine etwas neuere Ausgabe von Worms, Worms Forts – Unter Belagerung spielt in etwas früheren Zeiten der Worms, und neben der Möglichkeit alle gegnerischen Worms ins Jenseits zu befördern, geht es hier darum, die feindliche Festung zu zerstören.
Neben den bekannten Waffen wie Bazooka oder Brieftaube, gibt es zahlreiche neue Waffen wie Kühlschrankwerfer, Ballista oder Affenbande. Pro Runde kann man ein Gebäude bauen und eine Waffe abfeuern, wobei die Größe des Gebäudes bestimmt, welche Waffen man abfeuern kann. Um größere Gebäude zu errichten, muss man Orte des Sieges einnehmen. So kann man statt eines Turmes später auch Zitadellen bauen, von denen man weitaus mächtigere Waffen abfeuern kann.
In Worms Forts sind die Landschaften in vier Epochen unterteilt: Ägyptisch, Römisch, Orientalisch und Mittelalterlich. Je nach Epoche sehen die Gebäude anders aus.
Die Entwicklung des Spiels Worms Battle Rally, das im Jahr 2004 erscheinen sollte, musste wegen einer Vereinbarung des Entwicklers Team17 mit dem Herausgeber Sega für Worms Forts: Unter Belagerung eingestellt werden. Es sollte eine Art Rennspiel mit Shoot-’em-up-Anteil werden, folglich mit dem Ziel, mit den berühmten skurrilen Waffen der Worms-Serie seine Gegner ins Jenseits zu befördern.
Für 2020 kündigte Team 17 eine Echtzeitvariante von Worms mit Battle-Royal-Modus an. Das Spiel mit dem Titel Worms Rumble erschien am 1. Dezember 2020 für PlayStation 4, PlayStation 5 und PC. Im Juli 2020 lief eine geschlossene Beta. Die Umgebung ist für Worms untypisch nicht zerstörbar, was zusammen mit dem Wechsel von rundenbasiert zu Echtzeit von Fans kritisch aufgenommen wurde.

## Erschienene Titel
| Spiel                         | GameRankings | Metacritic |
| ----------------------------- | ------------ | ---------- |
| Worms                         |              |            |
| Worms 2                       |              |            |
| Worms Armageddon              | 88 %         |            |
| Worms 3D                      | 76 %         | 74/100     |
| Worms Forts: Unter Belagerung | 60 %         | 60/100     |
| Worms 4: Mayhem               |              | 72/100     |
| Worms HD                      |              | 76/100     |
| Worms 2: Armageddon           |              | 84/100     |
| Worms Revolution              |              | 73/100     |
| Worms Clan Wars               | 74 %         | 73/100     |
| Worms W.M.D                   | 79 %         | 76/100     |

### Spiele für PC und Konsolen
- 1995 – Worms (2D) für Amiga, Game Boy, Atari Jaguar, Macintosh, Sega Mega Drive, PC, PlayStation, Sega Saturn, SNES
- 1996 – Worms Reinforcements (2D) für PC
- 1996 – Worms United (2D) für PC
- 1997 – Worms – The Directors Cut (2D) für Amiga
- 1997 – Worms 2 (2D) für PC
- 1999 – Worms Pinball für PC, PlayStation
- 1999 – Worms Armageddon (2D) für Dreamcast, Game Boy Color, Nintendo 64, PC, PlayStation
- 2001 – Worms World Party (2D) für Dreamcast, Game Boy Advance, Nokia N-Gage, PC, PocketPc, PlayStation
- 2002 – Worms Blast (2D) für GameCube, Macintosh, Game Boy Advance, PC, PlayStation 2
- 2003 – Worms 3D (3D) für GameCube, Macintosh, PC, PlayStation 2, Xbox
- 2004 – Worms Battle Rally (3D) Entwicklung eingestellt
- 2004 – Worms Forts: Unter Belagerung (3D) für PC, PlayStation 2, Xbox
- 2005 – Worms 4: Mayhem (3D) für PC, PlayStation 2, Xbox
- 2006 – Worms: Open Warfare (2D) für Nintendo DS, PlayStation Portable
- 2007 – Worms Open Warfare 2 (2D) für Nintendo DS, PlayStation Portable
- 2008 – Worms – Odyssee im Wurmraum (2D) für Wii
- 2008 – Worms HD (2D) für Xbox 360 (Portierung von Worms Open Warfare)
- 2009 – Worms (2D) für PlayStation 3 PSN (Portierung von Worms HD)
- 2009 – Worms 2: Armageddon (2D) für Xbox 360 (erschien am 1. Juli 2009), PlayStation 3 (erschienen: 8. September 2010 – Europa und 16. September 2010 – USA), iPhone, iPod Touch und iPad (erschien am 27. Oktober 2010)
- 2009 – Worms (2D) für iPhone und iPod Touch (Portierung von Worms PSN)
- 2010 – Worms Reloaded (2D) für Windows & Linux (Steam) (angelehnt an Worms 2: Armageddon)
- 2010 – Worms: Battle Islands (2D) für Wii, PlayStation Portable
- 2011 – Worms Special Edition (2D) für macOS (Mac App Store) (Portierung von Worms Reloaded)
- 2011 – Worms: Ultimate Mayhem (3D) für PC (Steam), PlayStation 3, Xbox 360
- 2011 – Worms Crazy Golf (2D) für PC (Steam), PlayStation 3, iPhone, iPod Touch und iPad
- 2012 – Worms Revolution (2D) für PC (Steam), PlayStation 3, Xbox 360
- 2013 – Worms Clan Wars (2D) für PC (Steam)
- 2014 – Worms Battlegrounds (2D) für PlayStation 4, Xbox One (Portierung von Worms Clan Wars)
- 2015 – Worms World Party Remastered (2D) für PC (Steam)
- 2016 – Worms W.M.D (2D) für PC, PlayStation 4, Xbox One, Nintendo Switch
- 2020 – Worms Rumble für PC, PlayStation 4, PlayStation 5

### Spiele für Mobiltelefone
- Worms (angelehnt an Worms 2)
- Worms 2006 (angelehnt an Worms Open Warfare)
- Worms 2007 (angelehnt an Worms Open Warfare 2)
- Worms 2008 (angelehnt an Worms Odyssee im Wurmraum)
- Worms Golf
- Worms Forts (sowohl eine 2D- als auch eine 3D-Version, angelehnt an Worms Forts: Under Siege)
- Worms 2010 (angelehnt an Worms Battle Islands)
- Worms 2011 (angelehnt an Worms 2: Armageddon)
- Worms 3 2013 (iOS, Android)
- Worms 2: Armageddon 2014 (Android)
- Worms 4 (iOS, Android)
- Worms W.M.D. Mobilize (iOS, Android, Google Play)

## Anspielungen
Dem ersten je erstellten Wurm zum Test des Spiels Worms gab Team17 den Namen „BoggyB“, der in verschiedenen Abwandlungen immer wieder in nachfolgenden Spielen auftauchte. So wurde zum Beispiel ein Musikstück (Komponist war Bjorn Lynne) von Worms 2 „Bad Boy BoggyB“ genannt und in Worms 3D findet man eine weitere Namensabwandlung bei dem Missions-Bösewicht „Boggy Pete“. Auch in Worms: 4 Mayhem kommt ein gewisser Westernheld „Boggy the Kid“ vor sowie der Name „Boggy“ auf den Westerngrabsteinen. Außerdem muss man in Worms World Party und Worms Armageddon in den Deathmatches auch gegen das Team-17-Team kämpfen, wo BoggyB der zweite Wurm im Team ist.
In den meisten Teilen der Worms-Reihe hat der Spieler die Möglichkeit, seine Mannschaft individuell zusammenzustellen, indem er Kostüme und die Teamflagge (z. B.: Afro, Deutschland usw.) auswählt und die Teamgräber (z. B.: Statue, Mystische Felsen usw.) bestimmt. Zusätzlich kann auch eine eigene Waffe (Teamwaffe) erstellt werden. Auch kann man die Sprache und Siegeshymne des Teams bestimmen.
Da das Spiel recht humorvoll ist und sich nicht immer ernst nimmt, konnten sich die Entwickler bei den meisten Waffen fantasievoll austoben – das heißt, schräge Waffen, die es nicht wirklich gibt, mitsamt diversen Anspielungen einzuprogrammieren. Beispiele:
- Die „Heilige Handgranate“ spielt auf den Film Die Ritter der Kokosnuß an, in dem diese Waffe ebenfalls benutzt wird. Sie funktioniert wie eine gewöhnliche Granate, hat aber gewaltige Sprengkraft und explodiert erst, nachdem sie mit einem „Hallelujah“ zur Ruhe kommt.
- Der „Französische Schafangriff“ im Englischen „Sheep Strike“ doppeldeutig für Streik oder Luftschlag wirft statt Raketen brennende Schafe vom Himmel aus einem Viehtransporter. Es handelt sich um eine Persiflage der häufigen Proteste von Landwirten in Frankreich. Ebenso ist der „indische Kernwaffentest“, der alle Würmer an Strahlenkrankheit langsam verenden lässt, ein politischer Seitenhieb. Ebenso ist das „Klonschaf“ und eine Herde mit Rinderwahnsinn, eine versteckte Superwaffe, die von aktuellen Nachrichten aus der Entwicklungszeit inspiriert sind.
- Die „Bananenbombe“ war eine der ersten exotischen Waffen, sie kam sogar schon im ersten Worms vor. Sie ist eine Anspielung auf Gorillas, welches QuickBasic beilag: Zwei Affen bewarfen sich von fester Position aus mit Bananen und man hatte die Einstellung der Wurfkraft und des Winkels vorzunehmen, unter Einberechnung des Windes. Im Spiel funktioniert sie wie die Splitterbombe, federt beim Aufspringen aber mehr. Sie zerteilt sich nach der Explosion in fünf kleinere Fragmente, ähnlich wie die Splitterbombe, die allerdings alle eine Explosionsstärke von Dynamit besitzen.
- Der „Betonesel“ ist ein Insiderwitz von Andy Davidson, dem ursprünglichen Entwickler des ersten Teils. Obwohl er die Rechte an Team17 verkauft hatte, hat er sich doch das eine oder andere kleine Extra für die Spiele ausgedacht und manchmal noch mitprogrammiert. Früher hatte Andy im Garten seiner Eltern eine Statue eines Esels stehen, von dem ihm seine Eltern immer wieder erzählten, sie sei ein echter Esel und könnte sich nur von seiner Betonhülle befreien, wenn er wollte. Im Spiel wird der Esel aus der Luft abgeworfen und zerstört dabei unter sich alles, was nicht Luft ist: Landschaft, Minen, Ölfässer, Kisten und natürlich Worms, bis er das Wasser am unteren Bildschirm erreicht. Da man ihn von einer beliebigen Position aus einsetzen kann und damit Selbstgefährdung oft ausschließen kann und da er Gegnern einen hohen Schaden zufügt, ist er eine mächtige Waffe.

## Rezeption
Worms erweiterte das einfache Spielprinzip des Artillery-Genre mit Elementen eines Jump ’n’ Run, einem großen Waffenarsenal sowie weiteren strategischen Elementen im Ressourcenmanagements, da nicht alle Aktionen unbegrenzt einsetzbar sind. Neuartig war auch Darstellung als Cartoon sowohl von der Optik als auch der Inszenierung der Gewalt. Worms war schon mit der ersten Veröffentlichung nicht grafisch fortschrittlich. Es bot auch keinerlei Handlung. Lediglich die Zerstörbarkeit der Umgebung war zum Veröffentlichungszeitpunkt neuartig. Aufgrund seiner Mehrspielerdynamik voller unfreiwilliger Komik erlangte es schnell Kultstatus. Das skurrile Szenario stecke voller Actionfilm-Klischees und Popkulturreferenzen. Die zufallsgenerierten Levels sorgten für eine praktisch unberechenbare Spielerfahrung. Dabei war es sowohl unterhaltend als auch fordernd. Die Serie sei dabei unheimlich langlebig. Der Sprung in die dritte Dimension misslang dabei jedoch. Nach Worms 4: Mayhem kehrte man zur zweidimensionalen Ansicht zurück. Worms Armageddon von 1999 gelte als bester Teil der Serie.

## Einfluss
- Es existieren zahlreichen Klone des Spielprinzips wie zum Beispiel Liero, NiL, Wörms of Prey, Frontschweine und Carnage Contest. Zudem existieren auch quelloffene und plattformunabhängige Spiele wie Wormux und Hedgewars. Auch Angry Birds oder Mayan Death Robots seien von Worms beeinflusst.[19]